# Ганино (Ленинградская область)
Ганино (до 1948 года Алакюля, фин. Alakylä) — посёлок в Рощинском городском поселении Выборгского района Ленинградской области.

## Название
Название Алакюля переводится как «Нижняя деревня».
По постановлению общего собрания рабочих и служащих подсобного хозяйства Ленинградского военно-морского Нахимовского училища зимой 1948 года деревня Алакюля получила наименование Утёсово. В июле 1948 года комиссия по переименованию изменила название населенного пункта на Ганино «в память сержанта Ганина, похороненного в деревне Алакюля».
Переименование было закреплено указом Президиума ВС РСФСР от 13 января 1949 года.

## История

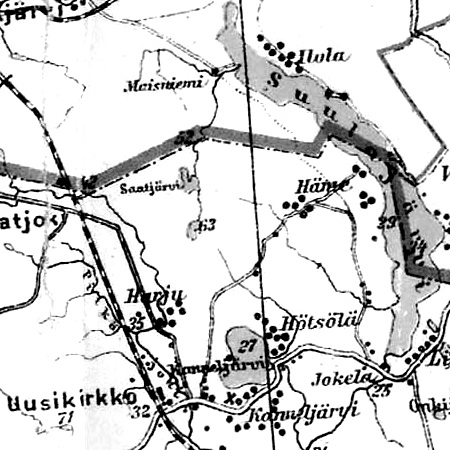
Деревня Хямеенкюля (Хяме) на финской карте 1923 года

До 1939 года деревня Алакюля, являясь частью деревни Хямеенкюля (Хяме), входила в состав волости Каннельярви Выборгской губернии Финляндской республики.
С 1 мая 1940 года по 30 июля 1945 года — в составе Микольского сельсовета Каннельярвского района.
С 1 июля 1941 года по 31 мая 1944 года финская оккупация.
С 1 августа 1945 года — в составе Каннельярвского сельсовета Райволовского района.
С 1 октября 1948 года — в составе Победовского сельсовета Рощинского района. При укрупнении хозяйства к деревне Алакюля было присоединено соседнее селение Хюриля.
С 1 января 1949 года деревня Алакюля учитывается административными данными как деревня Ганино.
В 1958 году деревня насчитывала 103 жителя.
С 1 февраля 1963 года — в составе Выборгского района.
Согласно административным данным 1966 года посёлок Ганино находился в составе Победовского сельсовета.
Согласно административным данным 1973 и 1990 годов посёлок Ганино находился в составе Цвелодубовского сельсовета.
В 1997 году в посёлке Ганино Цвелодубовской волости проживали 9 человек, в 2002 году — 80 человек (русские — 53 %).
В 2007 году в посёлке Ганино Рощинского ГП проживали 20 человек, в 2010 году — 521 человек.

## География
Посёлок расположен в юго-восточной части района на автодороге 41К-432 (подъезд к пос. Пушное) к востоку от автодороги А181 (часть E 18) «Скандинавия» (Санкт-Петербург — Выборг — граница с Финляндией).
Расстояние до административного центра поселения — 18 км.
Расстояние до ближайшей железнодорожной станции Каннельярви — 6 км. 
Посёлок находится на западном берегу Нахимовского озера.

## Демография
| 2007 | 2010 | 2017 | 2021 |
| ---- | ---- | ---- | ---- |
| 20   | ↗521 | ↗576 | ↘247 |

## Улицы
1-й проезд, 1-й Цветочный переулок, 2-й проезд, 2-й Цветочный переулок, 3-й Цветочный переулок, 4-й Цветочный переулок, Березовый переулок, Благодатная, Дачный переулок, Детская, Еловый переулок, Капитанская, Ключевая, Круговая, Лесная, Лесной проезд, Лиственная аллея, Луговая, Малый Лесной переулок, Никольский переулок, Новосёлов, Озёрная, Песчаный переулок, Приозёрная, Родниковая, Рыбацкий проезд, Рябиновая, Светлая, Светлый переулок, Свободы переулок, Смолистый проезд, Сосновый переулок, Счастливая, Угловой проезд, Удачный проезд, переулок Учительский Хутор, Хвойная, Хвойный переулок, Хуторской переулок, Центральная, Ягодный переулок.